# Блідерешть
Блідерешть, Блідерешті (рум. Blidărești) — село у повіті Клуж в Румунії. Входить до складу комуни Бобилна.
Село розташоване на відстані 355 км на північний захід від Бухареста, 36 км на північ від Клуж-Напоки.

## Населення
За даними перепису населення 2002 року у селі проживала 21 особа, усі — румуни. Усі жителі села рідною мовою назвали румунську.